# Potez XV
Il Potez XV, indicato anche come Potez 15, fu un aereo militare multiruolo biposto, monomotore e biplano, sviluppato dall'azienda aeronautica francese Avions Henry Potez nei primi anni venti e prodotto, oltre che dalla stessa, anche su licenza sia in Francia che in Polonia, dalla Podlaska Wytwórnia Samolotów (PWS), e nel Regno di Romania dalla Industria Aeronautică Română (IAR).
Modello particolarmente apprezzato, venne realizzato in due principali allestimenti nel ruolo di aereo da osservazione e ricognizione e adottato, anche in una versione derivata (Potez XVII) da sette diverse aeronautiche militari europee.

## Storia del progetto
Nei primi anni venti Henry Potez decise, come iniziativa privata, di avviare lo sviluppo di un nuovo modello di aereo da proporre sul mercato dell'aviazione militare adatto a missioni di osservazione in collaborazione con le truppe di terra. Il progetto, affidato al suo ingegnere capo Louis Coroller, attinse alle esperienze acquisite nello sviluppo del caccia biposto SEA IV, modello prodotto dalla Société d'Études Aéronautiques (SEA) azienda fondata dagli stessi Coroller, Potez e Marcel Bloch. Il nuovo modello, identificato come Potez XV, manteneva l'impostazione classica del precedente SEA IV, un monomotore in configurazione traente, con velatura biplana, carrello d'atterraggio fisso e fusoliera biposto ad abitacoli aperti in tandem.
Il prototipo, presentato al pubblico in occasione dell'edizione 1921 del salone aeronautico di Parigi, era realizzato con struttura interamente lignea ricoperta in tela, tranne la cofanatura motore, in lega leggera, e caratterizzato da i due piani alari collegati tra loro da una doppia coppia di montanti interalari per lato, entrambi dotati di alettoni collegati tra loro. Inizialmente equipaggiato con un motore V12 Lorraine 12D da 370 CV dotato di impianto di raffreddamento con radiatori Lamblin posizionati sui montanti a V del carrello, venne avviato alle prove di volo di collaudo, venendo dopo breve tempo dotato di un motore dalla stessa architettura interna ma dalla potenza inferiore, un Renault 12Fe da 300 CV.
Le prestazioni offerte dal modello nelle prime prove furono talmente soddisfacenti da convincere il governo francese ad emettere un ordine per 300 esemplari motorizzati Lorraine 12Db da 400 CV, le cui consegne ai reparti aerei dell'Armée de terre iniziarono nel 1923.
Il modello riscosse un buon successo commerciale anche all'estero, aggiudicandosi contratti con Danimarca (8 esemplari), Regno di Romania (120), Spagna (12) e Regno di Jugoslavia, nonché con la Polonia che ai 110 esemplari costruiti in Francia ne affiancò altri 135 realizzati in loco su licenza dalla Podlaska Wytwórnia Samolotów (PWS) di Biała Podlaska e Plage i Laśkiewicz a Lublino.

## Versioni
Potez XV A.2
versione aereo da osservazione biposto.
Potez XV B.2
versione bombardiere leggero biposto.
Potez XV S
versione ad alta autonomia.
Potez XV H02
prototipo, versione idrovolante a scarponi.
Potez XVII
variante derivata.

## Utilizzatori
Danimarca
- Hærens Flyvertropper

 Francia
- Aéronautique Militaire

 Jugoslavia
- Jugoslovensko kraljevsko ratno vazduhoplovstvo i pomorska avijacija

 Polonia
- Siły Powietrzne

 Romania
- Aeronautica Regală Românã

 Spagna
- Aviación Militar Española

### Pubblicazioni
- (FR) Gérard Hartmann, Les hydravions Potez (PDF), 2 marzo 2002.
- Potez XV, in Aerei da guerra, Ginevra - Novara, Edito Service S.A. - Istituto Geografico De Agostini, 1993.